# Сэнфорд, Накия
Накия Шером Сэнфорд (англ. Nakia Sherome Sanford; род. 10 мая 1976 года в Литонии, Джорджия) — американская профессиональная баскетболистка, выступала в женской национальной баскетбольной ассоциации. На драфте ВНБА 1999 года не была выбрана ни одним из клубов, но через четыре года, перед стартом сезона 2003, подписала договор с командой «Вашингтон Мистикс». Играла на позиции центровой и тяжёлого форварда.

## Ранние годы
Накия Сэнфорд родилась 10 мая 1976 года в городе Литония (штат Джорджия) в семье Гэри и Джеки Джонсон, училась немного северо-восточнее, в городе Снеллвилл, в средней школе Южного Гуиннетта, в которой выступала за местную баскетбольную команду.